# 1983 у футболі
Нижче наведені футбольні події 1983 року у всьому світі.

## Засновані клуби
- Сталь (Алчевськ)
- Хетафе (Іспанія)

## Національні чемпіони
- Англія: Ліверпуль
- Аргентина
  - Метрополітано: Індепендьєнте (Авельянеда)
  - Насьйональ: Естудьянтес (Ла-Плата)
- Бразилія: Фламенго
- Італія: Рома
- Іспанія: Атлетік (Більбао)
- Нідерланди: Аякс (Амстердам)
- Парагвай: Олімпія (Асунсьйон)
- Португалія: Бенфіка
- СРСР: Дніпро (Дніпропетровськ)
- ФРН: Гамбург
- Франція: Нант
- Шотландія: Данді Юнайтед
- Югославія: Партизан